# Vitakraft
Vitakraft este o companie din Germania, cu sediul în Bremen, care produce în principal produse pentru animale de companie.